# لوك والتون
لوك والتون (بالإنجليزية: Luke Walton)‏ مواليد 28 مارس 1980 في سان دييغو، هو لاعب كرة سلة أمريكي سابق تحول إلى التدريب بعد الاعتزال بدأ مسيرته الاحترافية في سنة 2003 يدرب فريق غولدن ستايت ووريورز في الرابطة الوطنية لكرة السلة. يبلغ طوله 6 قدم 8 بوصة (2.0 م). اعتزل اللعب في 2013.

## روابط خارجية
- لوك والتون على موقع إن بي أي (الإنجليزية)
- لوك والتون على موقع سبورتس رفرنس (الإنجليزية)
- لوك والتون على موقع كرة السلة الأوروبية.كوم (الإنجليزية)
- لوك والتون على موقع إي إس بي إن.كوم (الإنجليزية)
- لوك والتون على موقع كلية كرة السلة في سبورتس رفرنس.كوم (الإنجليزية)
- لوك والتون على موقع ريلجم (الإنجليزية)
- لوك والتون على موقع بروبوليرز (الإنجليزية)
- لوك والتون على موقع سبورتس رفرنس (الإنجليزية)